# L'Incroyable Hulk (série télévisée d'animation)
Pour les articles homonymes, voir L'Incroyable Hulk, L'Incroyable Hulk (film) et L'Incroyable Hulk (film, 1977).
 (novembre 2020).
Spider-Man, l'homme-araignée Silver Surfer
L'Incroyable Hulk (The Incredible Hulk) est une série d'animation américaine en 21 épisodes de 25 minutes produite par New World Animation, diffusée du 8 septembre 1996 au 23 novembre 1997 dans le bloc de programmation UPN Kids.
L'émission présentait souvent des apparitions de personnages d'autres dessins animés Marvel de l'époque. C'est la cinquième série du Marvel Animated Universe (MAU). Au cours de la deuxième saison, le format de l'émission, après qu'UPN ait décidé que la première saison était trop sombre, a été modifié et pour donner «une chance aux téléspectatrices», le réseau a ordonné que Miss Hulk devienne une co-star régulière, par conséquent; la série a été officiellement renommée L'Incroyable Hulk et Miss Hulk pour la deuxième saison. La deuxième saison mettait également en vedette Hulk Gris, qui avait déjà fait deux apparitions lors de la première saison.

## Synopsis

### Saison 1
La première saison commence avec le Dr. Robert Bruce Banner déjà établi sous le nom de Hulk et en fuite, lorsqu'il est capturé par l'armée après une autre tentative pour se débarrasser de la bête intérieure qui tourne mal en raison du sabotage du major Glenn Talbot. Il finit par s'échapper et tombe entre les mains du Leader servi par la Gargouille et l'Abomination. L'intervention de créatures gamma mutées vivant dans les grottes appelées les Parias, du fidèle meilleur ami de Banner, Rick Jones, de l'amour de sa vie, Betty Ross et de Doc Samson vue en train d'essayer de trouver un remède pour Bruce.
Comme dans les bandes dessinées, Thunderbolt Ross est un ancien général 4 étoiles devenu général 3 étoiles qui envoie des forces armées et des Hulkbusters (le Dr Craig Saunders Jr. et le Dr Samuel J. La Roquette (plus tard Rédempteur et Roc, respectivement) étaient également mentionnés comme membres) pour capturer ou détruire Hulk. Il combat également Hulk personnellement, en utilisant un pistolet laser gamma créé par Bruce contre la créature dans "Le Retour de la Bête, parties 1 et 2", et encore dans "Ténèbres et Lumière, partie 3". Talbot a été montré agissant comme le bras droit du général Ross. Il est également démontré qu'il a un intérêt romantique pour Betty Ross, mais elle le rejette constamment parce qu'il ne réussit jamais très bien à cacher son mépris pour Bruce Banner ou Hulk.
Voyageant à travers le pays et au-delà, Banner rencontre des âmes sœurs qui luttent également contre des problèmes similaires, combat des êtres d'énergie pure et doit endurer une alliance avec la Gargouille pour fournir l'antidote à une épidémie virale qui a failli coûter la vie à Betty et à d'innombrables autres. Même sa famille n'est pas à l'abri de la terreur que provoquent ses pouvoirs cachés, car sa meilleure amie et cousine Jennifer Walters est grièvement blessée par le Docteur Fatalis, forçant Banner à lui faire une transfusion sanguine qui la transforme en Miss Hulk. Jennifer prend immédiatement plaisir à son corps transformé et choisit de rester sous sa forme Miss Hulk à plein temps.
Dorian Harewood a repris son rôle de War Machine de la série animée solo Iron Man dans l'épisode "Le Meilleur et le Pire". Il empêche initialement Rick Jones de voir Tony Stark (joué par Robert Hays, qui reprenait également son rôle) chez Stark Enterprises, mais l'y emmène après que Jones ait expliqué qu'il avait besoin de l'aide de Tony pour trouver Banner. Il alerte plus tard Stark de l'arrivée du général Ross, de l'agent du SHIELD Gabriel Jones et d'une escouade de Hulkbusters.
Simon Templeman a repris son rôle du Docteur Fatalis (qui, comme mentionné précédemment, a grièvement blessé Jennifer Walters/Miss Hulk) pour des apparitions dans deux épisodes, dans lesquels Fatalis a retenu Washington DC captif, pour ensuite être vaincu par Miss Hulk, qu'il a a ensuite tenté de se venger. Avec son apparition dans cette série, on peut supposer que Fatalis a survécu au sort qu'il a rencontré dans la série Les Quatre Fantastiques si les deux séries doivent être considérées dans la même continuité.
Après la première apparition du Docteur Fatalis, vient l'épisode "Voyage Fantastique" mettant en vedette ses ennemis jurés, les Quatre Fantastiques. L'épisode semble placer cette série dans la même continuité que le dessin animé Les Quatre Fantastiques de la même décennie, car cet épisode met en scène l'apparition de Hulk dans l'autre série. Plus précisément, Beau Weaver (Reed Richards/Mr Fantastic) et Chuck McCann (Ben Grimm/La Chose) ont repris leurs rôles des Quatre Fantastiques.
John Rhys-Davies a également repris son rôle des Quatre Fantastiques, Thor, dans "Liens Mortels", tandis que Mark L. Taylor a incarné son alter ego, Donald Blake. Donald en tant que Thor a amené Hulk à Détroit afin que Bruce Banner puisse aider à guérir une épidémie basée sur le gamma causée involontairement par la Gargouille (dans sa recherche de guérir sa défiguration).
Tout au long de la saison, des sous-intrigues se dévoilent progressivement, se concentrant principalement sur plusieurs acteurs de soutien, la saison couvre lentement les éléments suivants :
- - Betty tente de construire un bain de nutriments gamma qui séparera Banner de Hulk avec l'aide de Doc Samson .
  - La fragile association du Leader avec la Gargouille se brise lentement, avant de finalement se reformer avant la finale. Cette Gargouille est la version Yuri Topolov qui essayait toujours de trouver un remède à sa mutation, s'alliant même avec Le Leader. Dans "Liens Mortels", il a accidentellement libéré un virus gamma dans sa recherche d'un remède. Alors que Ross mourait du virus, Gargouille a donné l'antidote à Bruce Banner, l'avertissant que la prochaine fois qu'ils se rencontreraient, il ne serait pas aussi favorable.
  - Leader réussit à donner vie à des guerriers Gamma mutants obéissants en les créant à partir de l'ADN de Hulk où ils arborent également des parties cybernétiques. Deux d'entre eux ont été nommés dans la gamme de jouets, la guerrière Gamma avec la tronçonneuse pour bras droit a été nommée "Chainsaw" et la guerrière Gamma à deux têtes avec un canon pour main droite a été nommée "Two-Head". Le reste des Guerriers Gamma se compose d'un Guerrier Gamma avec des crocs, d'un avec des lance-missiles sur le dos, d'un autre avec un fléau pour la main droite et d'un dernier avec des mâchoires métalliques et des lames rotatives pour la main droite. Ils sont dirigés par l'Ogresse défigurée.
  - L'alliance du général Ross avec l'agent Gabriel Jones du SHIELD , un agent secret impitoyable dont les ordres étaient de détruire complètement la créature une fois capturée. Dans la finale de la série, "Mission Incroyable", il a été révélé que Jones était en partie responsable de l'accident qui a transformé un agent double nommé Diana en hybride lorsqu'elle est tombée dans un réservoir d'organismes nouvellement découverts (sur lesquels le SHIELD expérimentait) dans une base maritime du SHIELD lorsqu'elle a été embauchée pour voler l'un de ces organismes.

Ces fils de l'intrigue convergent dans la finale de la saison "Le Jour et la Nuit" en trois parties, où le pari de Betty est payant et où Hulk et Banner sont séparés. Hulk émerge pratiquement insensé et sans retenue. Banner se sent responsable et affronte la créature dans une armure de combat. Le Leader acquiert finalement le pouvoir de Hulk, mais la personnalité sauvage de Hulk prend le dessus, le rendant fou et le forçant à abandonner le pouvoir et à le restituer à la créature.
Pendant ce temps, le général Ross, trahi par l'agent Jones lors de la finale, subit une dépression nerveuse. Bien qu'hospitalisé et dans un état critique, Ross interrompt la cérémonie de mariage de Banner et menace de tuer Banner, qui souffre d'une crise cardiaque, alors que la séparation d'avec Hulk commence enfin à faire des ravages. Cela amène les amis de Banner à conclure que lui et Hulk doivent être fusionnés à nouveau, sinon les deux mourront.
Ross s'enfuit mais revient plus tard pour tenter de saboter l'expérience de refusion. Il est interrompu par Rick, qu'il jette dans la cuve contenant Banner et Hulk. L'expérience fonctionne mal et la cuve éclate ; de là émerge un Jones à propulsion gamma, semblable à Hulk, qui s'échappe dans la nuit, alors que Banner désemparé mais en bonne santé se transforme soudainement en Hulk Gris.

### Saison 2
L'Incroyable Hulk et Miss Hulk commence là où la première saison s'est terminée, avec Hulk Gris dans les montagnes, uniquement poursuivi par Ross, toujours fou. Une altercation entre les deux aboutit à une avalanche qui met Ross dans le coma et assomme Banner. Lorsque Banner reprend ses esprits, il est arrêté et jugé, tandis que Rick Jones, presque après coup, continue son propre règne de terreur. Jennifer essaie de l'aider au tribunal. Après avoir défendu l'ensemble du palais de justice contre une attaque du Leader et réussi à localiser et à restaurer Rick à la normale, Bruce et Jennifer voyagent ensemble.

## Fiche technique
- Titre français : L'Incroyable Hulk
- Titre original : The Incredible Hulk
- Casting : Stu Rosen (en)
- Directeurs Vocal : Tom Tataranowicz (en) (saison 1), Jamie Simone (en) (saison 2)
- Montage : Catherine MacKenzie, Jonathon Braun
- Musique : Shuki Levy, Haim Saban, Kenneth Burgomaster, William Anderson
- Production : Rick Ungar, Stan Lee, Avi Arad
- Société de production : New World Animation (saison 1), Saban International (saison 2)
- Sociétés de distribution : UPN, BKN
- Pays d'origine : États-Unis
- Langue : anglais
- Format : Couleur - 1.33 : 1 - Stéréo
- Genre : Animation, Fantastique
Science-fiction
Aventure
- Durée : 26 minutes
- Dates de première diffusion :  États-Unis : 1996 ;  France : 1998

## Distribution des voix
- Dr Bruce Banner (VF : Olivier Destrez ; VO : Neal McDonough)
- Hulk (VF : Olivier Destrez ; VO : Lou Ferrigno)
- Hulk Gris (VF : Olivier Destrez ; VO : Michael Donovan)
- Betty Ross (VF : Naiké Fauveau ; VO : Philece Sampler & Genie Francis)
- Général Thaddeus Ross (VF : Albert Augier ; VO : John Vernon)
- Rick Jones (VF : Jean-Pierre Faloux ; VO : Luke Perry)
- Agent Gabriel Jones (VF : Thierry Mercier ; VO : Thom Barry)
- Gargouille (VF : Thierry Mercier ; VO : Mark Hamill)
- Leader (VF : Guillaume Lebon ; VO : Matt Frewer)
- Jennifer Walters/ Miss Hulk (VF : Naiké Fauveau ; VO : Cree Summer & Lisa Zane)
- Abomination (VF : Albert Augier ; VO : Richard Moll)
- Glenn Talbot (VF : Guillaume Lebon ; VO : Kevin Schon)
- Doc Samson (VF : Guillaume Lebon ; VO : Shadoe Stevens)
- Ogresse (VF : Naiké Fauveau ; VO : Kathy Ireland)
- Docteur Fatalis (VF : Jean-Pierre Faloux ; VO : Simon Templeman)

Voix françaises : Studio SOFI
 Source et légende : version française (VF) sur RS Doublage

## Épisodes

### Saison 1 (1996)
1. Le Retour de la Bête - Partie 1
2. Le Retour de la Bête - Partie 2
3. Le Pouvoir de la Pluie
4. Le Meilleur et le Pire
5. Du Sang Innocent
6. L'Homme et la Bête
7. La Malédiction
8. Voyage Fantastique
9. Liens Mortels
10. Wendigo
11. Le Jour et la Nuit - Partie 1
12. Le Jour et la Nuit - Partie 2
13. Le Jour et la Nuit - Partie 3

### Épisode 1:Le Retour de la Bête: Partie 1
- États-Unis : 8 septembre 1996 sur UPN Kids

### Épisode 2:Le Retour de la Bête: Partie 2
- États-Unis : 15 septembre 1996 sur UPN Kids

### Épisode 3:Le Pouvoir de la Pluie
- États-Unis : 22 septembre 1996 sur UPN Kids

VO : 
- Michael Bell : Mitch McCutcheon / Zzzax
- Leeza Miller McGee : Collègue de travail / Zzzax
- Kevin Schon : Zzzax

VF : 
- Guillaume Lebon : Mitch McCutcheon / Zzzax (toutes les formes)

### Épisode 4:Le Meilleur et le Pire
- États-Unis : 29 septembre 1996 sur UPN Kids

VO : 
- Robert Hays : Tony Stark / Iron Man
- Dorian Harewood : Jim Rhodes / War Machine
- Tom Kane : H.O.M.E.R.

VF : 
- Michel Bedetti : Iron Man
- Thierry Mercier : Jim Rhodes / War Machine
- Guillaume Lebon : H.O.M.E.R.

### Épisode 5:Du Sang Innocent
- États-Unis : 6 octobre 1996 sur UPN Kids

VO : 
- Genie Francis : Sœur Rose Erak
- Richard Grieco : Ghost Rider

VF : 
- Jean-François Kopf : Sœur Rose Erak
- Michel Bedetti : Ghost Rider

### Épisode 6:L'Homme et la Bête
- États-Unis : 27 octobre 1996 sur UPN Kids

VO : 
- Peter Strauss : Walter Langkowski
- Clancy Brown : Sasquatch
- Leigh-Allyn Baker : Taylor / Maureen
- Eric Vesbit : John

VF : 
- Michel Bedetti : Walter Langkowski / Sasquatch
- Jean-François Kopf : Taylor / Maureen
- Jean-Pierre Falloux : John

### Épisode 7:La Malédiction
- États-Unis : 3 novembre 1996 sur UPN Kids

VF : 
- Serge Bourrier : Voix additionnelle

### Épisode 8:Voyage Fantastique
- États-Unis : 10 novembre 1996 sur UPN Kids

VO : 
- Beau Weaver : Reed Richards / M. Fantastique
- Chuck McCann : La Chose

### Épisode 9:Liens Mortels
- États-Unis : 17 novembre 1996 sur UPN Kids

VO : 
- John Rhys-Davies : Thor
- Mark L. Taylor : Donald Blake

VF : 
- Jean-Pierre Falloux : Thor
- Guillaume Lebon : Donald Blake
- Serge Bourrier : Voix additionnelle

### Épisode 10:Wendigo
- États-Unis : 24 novembre 1996 sur UPN Kids

VO : 
- Michael Horse : Jefferson Whitedeer
- Leeza Miller McGee : Wendigo

VF : 
- Michel Bedetti : Jefferson Whitedeer

### Épisode 11:Le Jour et la Nuit: Partie 1
- États-Unis : 2 février 1997 sur UPN Kids

VO : 
- Kevin Schon : Samuel Laroquette

### Épisode 12:Le Jour et la Nuit: Partie 2
- États-Unis : 9 février 1997 sur UPN Kids

### Épisode 13:Le Jour et la Nuit: Partie 3
- États-Unis : 16 février 1997 sur UPN Kids

VO : 
- Kevin Schon : Juge

### Saison 2 (1997)
1. Un Hulk de Couleur Différente
2. De Vieux Souvenirs Défraîchis
3. L'Esprit Contre l'Anti-Matière
4. Un Regard Irrésistible
5. Les Combattants de la Mode
6. Silence, on Tourne
7. Le Village Perdu
8. Mission Incroyable

### Épisode 1:Un Hulk de Couleur Différente
- États-Unis : 21 septembre 1997 sur UPN Kids

VO : 
- Michael Donovan : Juge
- Matt Frewer : Samuel Sterns

### Épisode 2:De Vieux Souvenirs Défraîchis
- États-Unis : 28 septembre 1997 sur UPN Kids

VO : 
- Stan Lee : Cliff Walters

VF : 
- Michel Bedetti : Cliff Walters
- Francine Lainé : Mère de Jennifer

### Épisode 3:L'Esprit Contre l'Anti-Matière
- États-Unis : 5 octobre 1997 sur UPN Kids

VO : 
- Maurice LaMarche : Dr Strange
- Kevin Michael Richardson : Extraterrestre / Hulk noir

VF : 
- Guillaume Lebon : Extraterrestre
- Michel Bedetti : Dr Strange
- Francine Lainé : Voix additionnelle

### Épisode 4:Un Regard Irrésistible
- États-Unis : 26 octobre 1997 sur UPN Kids

VO : 
- Brian Cummings : Roc / Scientifique
- Jim Cummings : Crusher Creel
- Jennifer Hale : Miss Allure

VF : 
- Thierry Mercier : Roc
- Michel Bedetti : Crusher Creel
- Laurence Sacquet : Miss Allure
- Élisabeth Fargeot : Réceptionniste

### Épisode 5:Les Combattants de la Mode
- États-Unis : 2 novembre 1997 sur UPN Kids

VO : 
- Matt Frewer : Fashion Show M.C.

VF : 
- Laurence Sacquet : Risty
- Élisabeth Fargeot : Maria
- Virginie Méry : Jade

### Épisode 6:Silence, on Tourne
- États-Unis : 9 novembre 1997 sur UPN Kids

### Épisode 7:Le Village Perdu
- États-Unis : 16 novembre 1997 sur UPN Kids

VO : 
- Mark Hamill : Tong-Zing
- Tom Kane : Scimitar

VF : 
- Albert Augier : Tong-Zing
- Michel Bedetti : Scimitar
- Jean-Pierre Falloux : Tong et Tenzing

### Épisode 8:Mission Incroyable
- États-Unis : 23 novembre 1997 sur UPN Kids

VO : 
- Dawnn Lewis : Agent Diana

VF : 
- Élisabeth Fargeot : Agent Diana / Hybride

## Diffusion

### États-Unis
L'émission a été brièvement diffusée sur ABC Family dans le cadre de son bloc matinal de programmation d'action/aventure pour enfants sans nom avant l'ère JETIX, après la sortie du film d'action en direct en 2003, ainsi qu'une sortie sur DVD. L'émission a également été diffusée sur Toon Disney dans le cadre de leur bloc d'action-aventure aux heures de grande écoute, Jetix. L'émission est également devenue le dernier programme diffusé sur Toon Disney. La série a déjà été diffusée sur Disney XD du 13 février 2009 au 31 mars 2012.
Un épisode de l'émission est sorti sur DVD avec le numéro 17 de Jetix Magazine.
En 2008, la série est sortie sur DVD Région 2 au Royaume-Uni par Liberation Entertainment dans le cadre d'un calendrier de sortie de la série animée Marvel. [7] Actuellement, seuls deux volumes contenant la totalité de la première saison ont été publiés. Depuis lors, les droits sont allés à Lace International, à la suite de la fermeture de Liberation Entertainment. Les droits ont depuis été rachetés par Clear Vision, qui a réédité l'ensemble le 5 juillet 2010. La saison 2 est sortie au Royaume-Uni le 6 septembre 2010.
Il est actuellement détenu et distribué par The Walt Disney Company, qui a acquis toutes les propriétés liées à Fox Kids auprès de News Corporation et Saban International en 2001.
Les 21 épisodes étaient auparavant disponibles en streaming sur Marvel.com et sur Netflix. La série est désormais diffusée sur Disney+.

### France
En France, les trois premiers épisodes de la série sont diffusés pour la première fois en 1998 à la télévision sur TF!,.
Elle est ensuite rediffusée en entier une première fois en 2003 sur Fox Kids France et enfin une dernière fois sur Tfou en 2009.
Elle est à présent disponible sur Disney+ en intégralité depuis le lancement de la plateforme en 2019.

## Médias
L'intégralité de la série est disponible sur iTunes, Prime Video, Hulu+ et Vudu .
La série est devenue disponible sur le service de streaming de Disney+, dès son lancement le 12 novembre 2019.

### Sorties VHS et DVD
Région 1 : Pendant la diffusion de la série, certains épisodes ont été diffusés en VHS distribuées par 20th Century Studios Home Entertainment. À la fin des années 1990, une autre sélection de compilations VHS a été publiée par Marvel Films / New World Entertainment (ces cassettes ont été distribuées au Canada par Telegenic Entertainment). Ces versions présentaient des épisodes montés en films de 80 minutes.
À ce jour, les seules sorties VHS et DVD de la série aux États-Unis sont constituées de plusieurs ensembles de volumes de Buena Vista Home Entertainment comprenant chacun 4 à 5 épisodes.
Région 2 : Au Royaume-Uni, en Suède et en Allemagne, 20th Century Fox Home Entertainment et Clear Vision Ltd. ont sorti les deux saisons sur DVD le 24 novembre 2008 et le 6 septembre 2010.
En France, TF1 Vidéo sort, en octobre 2003, un DVD comprenant 4 épisodes puis en mars 2009 une réédition intégrale avec un doublage différent.